# جون ميخائيل إنغرام
جون ميخائيل إنغرام (بالإنجليزية: John Michael Ingram)‏ هو مصمم أزياء بريطاني، ولد في 1 فبراير 1931 في لندن في المملكة المتحدة، وتوفي في 13 يونيو 2014.